# (469372) 2001 QF298
(469372) 2001 QF298, também escrito como (469372) 2001 QF298, é um objeto transnetuniano que reside no cinturão de Kuiper, uma região do Sistema Solar. (469372) 2001 QF298 é um plutino, o que significa que ele está bloqueado numa ressonância orbital 03:02 com o planeta Netuno, muito parecido com Plutão. O mesmo possui uma magnitude absoluta de 5,1 e tem um diâmetro com cerca de 408 km. O astrônomo Mike Brown lista este corpo celeste em sua página na internet como um candidato a possível planeta anão.

## Descoberta
(469372) 2001 QF298 foi descoberto no dia 19 de agosto de 2001 pelo astrônomo Marc W. Buie.

## Características orbitais
A órbita de 2001 QF298 tem uma excentricidade de 0,114 e possui um semieixo maior de 39,249 UA. O seu periélio leva o mesmo a uma distância de 34,792 UA em relação ao Sol e seu afélio a 43,705 UA.

## Características físicas
Em 2012, o tamanho de (469372) 2001 QF298 foi estimado com base nos dados de radiação térmica obtidos pelo Observatório Espacial Herschel. O resultado é 408.2+40.2
−44.9 Km.
Na luz visível o objeto parece ter uma cor neutra ou ligeiramente vermelho.

## Candidato a planeta anão
Quando foi descoberto (469372) 2001 QF298 foi calculado para ter uma magnitude absoluta de 4,7. A análise da amplitude da curva de luz de 2008 mostrou apenas pequenos desvios, o que sugeriu que (469372) 2001 QF298 poderia ser um esferoide com cerca de 480 km (>450 km) de diâmetro, com pequenas manchas de albedo e, portanto, um planeta anão. Ele não está incluído na lista de candidatos a planeta anão oficial, a partir de 2010, porque tem uma magnitude absoluta de 5,4 e albedo de 0,1 acreditando que poderia ser menor do que o tamanho de escolha de 450 km. (os mesmos critérios que existem no primeiro artigo). Porém, o astrônomo Mike Brown reconhece este objeto como um possível planeta anão.